# Everett Station
Everett Station je hlavní dopravní uzel města Everett v americkém státě Washington. Jeho rozloha je 5 900 m² a cena byla 44 milionů amerických dolarů. Zatímco trať a nástupiště vlastní společnost Burlington Northern Santa Fe, budova a parkoviště patří městu Everett.

## Železnice

### Amtrak
Stanicí procházejí hned dvě linky společnosti Amtrak. Jednou je Empire Builder mezi Seattlem a Chicagem a druhou je Amtrak Cascades mezi Vancouverem a Eugenem. Jedná se o poslední stanici od Seattlu, kde obě tratě vedou souběžně. Zatímco Empire Builder se stáčí na východ ke Kaskádovému pohoří, Amtrak Cascades pokračuje severním směrem. Z osmnácti stanic Amtraku ve státě Washington byla v roce 2010 everettská stanice sedmou nejvytíženější, jelikož na ni nastoupilo nebo vystoupilo v průměru 125 cestujících denně.

### Sound Transit
Společnost Sound Transit provozuje v pracovních dnech příměstský vlak Sounder, jehož severní linka začíná v Everettu a směřuje na jih přes Edmonds a Mukilteo do Seattlu. Každý pracovní den ze stanice vyjíždí čtyři spoje v ranních hodinách a vrací se odpoledne.

## Autobusy
Stanici obsluhují jak meziměstské tak městské autobusy, které využívají autobusový terminál na jižním konci stanice.

### Meziměstské autobusy
Meziměstský provoz zajišťují společnosti Greyhound a Northwestern Trailways.

### Městské a příměstské autobusy
Community Transit a Everett Transit provozují městské autobusy. Zatímco Community Transit obsluhuje celý okres Snohomish, Everett Transit působí pouze ve městě.
Sound Transit, Island Transit a Skagit Transit provozují příměstské linky do stanice. Sound Transit spojuje stanici s různými místy v okrese King, Skagit Transit s Mount Vernonem a Burlingtonem v okrese Skagit a Island Transit poskytuje přepravu do Stanwoodu a na Caamañův ostrov.

### Swift Bus Rapid Transit
Community Transit provozuje také linku metrobusu Swift mezi stanicí a Aurora Village v Shorelinu, především po Washington State Route 99. Linka byla zřízena v listopadu 2009 a Everett je jejím severním koncem.

## Ostatní služby a zázemí
Kromě dopravy se ve stanici nachází také malá kavárna a veřejná místnost Weyerhaeuser Room, která může být pronajata pro veřejné přednášky a vzdělávací akce. Stanice také má kolekci umění, do které patří sada fresek Kennetha Callahana, která byla městu darována společností Weyerhaeuser v roce 1974.

## Umístění
Nová stanice se nachází nedaleko dálnice Interstate 5, na křižovatce Pacific Avenue a Smith Avenue. Je tedy na opačné straně města než stará stanice, která byla v provozu mezi lety 1900 a 2002.